# Baiacu na Vara
Baiacu na Vara é um tradicional bloco de carnaval da cidade do Natal, no estado do Rio Grande do Norte, fundado em 1990 por Cristina Medeiros. 

## História
O bloco sempre ocorre na quarta-feira de cinzas na Praia da Redinha.
O nome "Baiacu na Vara" deve-se devido ao peixe baiacu ser abundante na praia.